# Кашина дела Гвардија (Торино)
Кашина дела Гвардија је насеље у Италији у округу Торино, региону Пијемонт.
Према процени из 2011. у насељу је живело 61 становника. Насеље се налази на надморској висини од 247 м.